# Joachaz (Israël)
Pour les articles homonymes, voir Joachaz.
Joachaz (hébreu : יהואחז), fils de Jéhu, est roi d’Israël de -814 à -798. 

## Présentation
Joachaz règne 17 ans en Israël, à Samarie, succédant à son père Jéhu. Son fils Joas lui succède.

### Dans la Bible
Son règne est évoqué dans le Deuxième livre des Rois.
L'auteur biblique reproche à Joachaz sa complaisance vis-à-vis des idoles, à l'image de la plupart des rois d’Israël, mais mentionne aussi sa prière à l’Éternel et la délivrance d'Israël qui s'ensuivit.

### Règne
Il est plusieurs fois vaincu par le roi d'Aram-Damas Hazaël et son fils Ben-Hadad III.

## Chronologie
Joachaz règne de -815 à -801 selon William F. Albright ou de -814 à -798 selon Edwin R. Thiele.